# هوبير فوكس
هوبير فوكس (بالألمانية: Hubert Fuchs)‏ هو مستشار ضريبي ‏ وسياسي نمساوي، ولد في 13 يناير 1969 في النمسا. حزبياً، نشط في حزب الحرية النمساوي. وقد انتخب عضو المجلس الوطني للنمسا وقد انضم خلال فترته النيابية ‏ (9 نوفمبر 2017 – 12 ديسمبر 2017) للكتلة البرلمانية Freedom Party Parliamentary Group ‏ وانتخب Secretary of State ‏ (18 ديسمبر 2017 – ) وانتخب عضو المجلس الوطني للنمسا وقد انضم خلال فترته النيابية ‏ (29 أكتوبر 2013 – 8 نوفمبر 2017) للكتلة البرلمانية Freedom Party Parliamentary Group ‏.